# Formy przejściowe

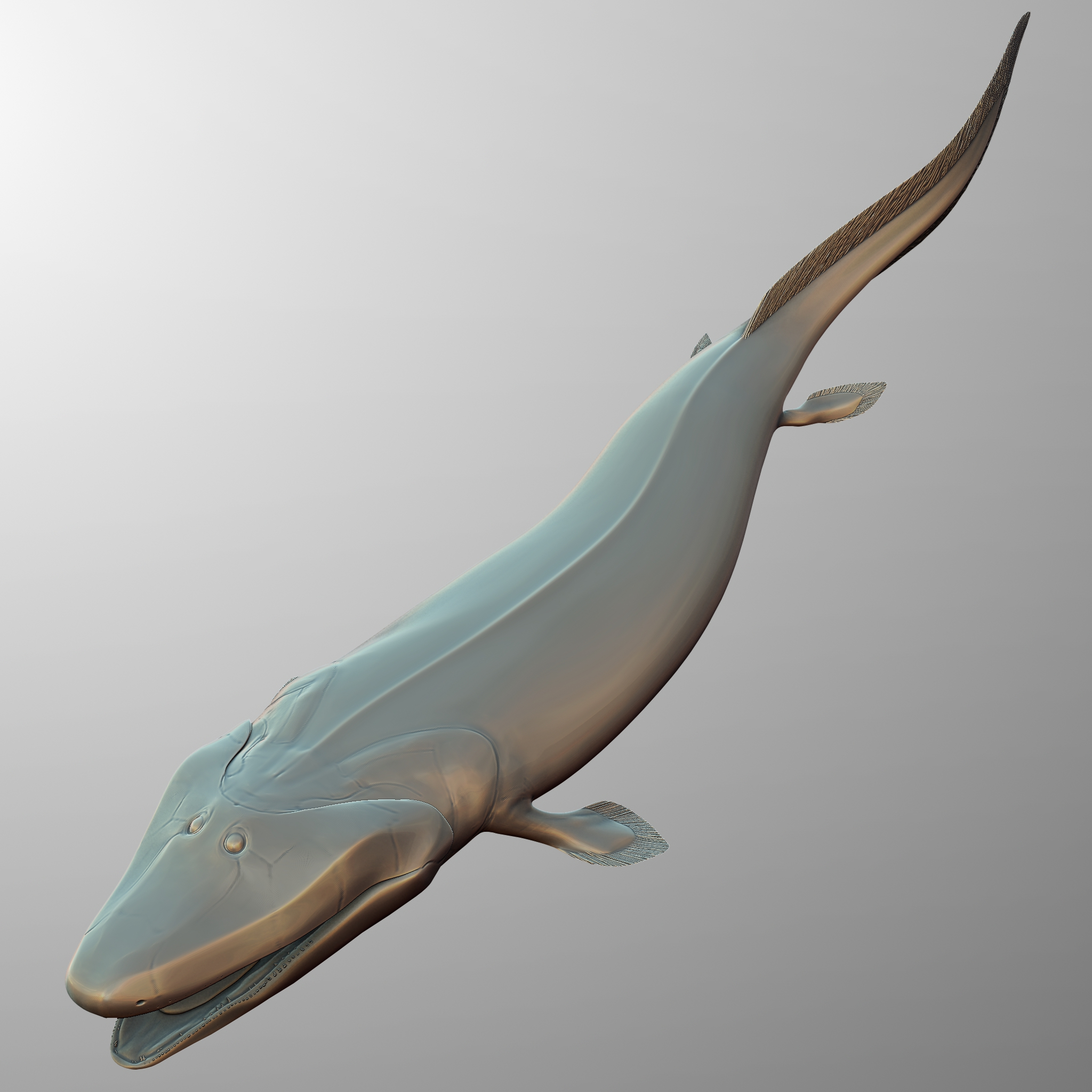
Tiktaalik to organizm o cechach ryb i kręgowców lądowych

Formy przejściowe (pośrednie) – formy organizmów łączących cechy dwóch grup systematycznych.
Występowanie form pośrednich we wcześniejszych epokach geologicznych zakładał Charles Darwin w swoim dziele O powstawaniu gatunków. Twórca teorii ewolucji w wyniku doboru naturalnego pisał:

Ostatecznie, jeżeli moja teoria jest słuszna, to biorąc pod uwagę nie jeden jakikolwiek okres czasu, ale całą przeszłość, musiały bez wątpienia istnieć niezliczone odmiany pośrednie, łączące jak najściślej wszystkie gatunki danej grupy, lecz właśnie sam proces doboru naturalnego dąży nieustannie, jak często wspominaliśmy, do zagłady form rodzicielskich i ogniw pośrednich.

W czasie, gdy powstawało dzieło Darwina, znanych było niewiele skamieniałości wymarłych organizmów. Jednak już w dwa lata po publikacji został odkryty Archaeopteryx, organizm określany często jako pierwszy znany ptak, wykazujący cechy dwóch dużych grup gatunków. W kolejnych latach były odnajdywane skamieniałości, potwierdzające istnienie organizmów o cechach pośrednich między wieloma znanymi współcześnie grupami gatunków.
Powszechnym błędem jest przekonanie, że biologia ewolucyjna zajmuje się poszukiwaniem „brakujących ogniw” w historii ewolucyjnej organizmów. Paleontolodzy wykorzystują zapis kopalny przede wszystkim do konstruowania drzew filogenetycznych z uwzględnieniem rozgałęzień powstających w wyniku przemian ewolucyjnych. Pojęcie „brakujące ogniwo” jest wyjątkowo sugestywne i kojarzy się z dotychczas nieodnalezionymi, rzadkimi skamieniałościami form przejściowych, które pozwalają uchwycić początki głównych grup organizmów. Powstanie i rozpowszechnienie pojęcia jest starsze niż teoria ewolucji, nawiązuje do koncepcji wielkiego łańcucha bytu, która porządkuje elementy świata materialnego i metafizycznego w hierarchiczną strukturę określaną jako łańcuch bytu. W XVIII i XIX wieku koncepcja łańcucha bytów została powiązana z myślą ewolucyjną w biologii doprowadzając do jej wypaczenia. Postrzeganie ewolucji jako zmian liniowych od form niższych do wyższych z założeniem postępu zaprzecza idei wspólnego pochodzenia, które opisać można tylko jako szereg rozgałęzień i wzrost różnorodności. Znaczna część „brakujących ogniw” została już dawno odkryta i straciła ten status.

## Formy przejściowe a teoria ewolucji
W XIX wieku poglądy na ewolucję ukształtowały się w ramach wielkich teorii: darwinizmu, neodarwinizmu, lamarkizmu i neolamarkizmu. Powtórne odkrycie przez H. de Vriea, C. Corensa i E. Tschermaka praw Mendla w roku 1900 (każdy z badaczy dokonał tego niezależnie) doprowadziły do zrozumienia mechanizmów dziedziczenia, rozwoju genetyki i nowego spojrzenia na ewolucję. Lata 1900–1930 zostały określone przez E. Dodsona jako okres agnostycyzmu ewolucyjnego. Dopiero E. Mayr zestawił wiedzę zdobytą w ramach genetyki populacyjnej, ekologii i biogeografii z teorią doboru naturalnego i sformułował teorię specjacji geograficznej, będącą kompletną syntezą wyjaśniającą mikroewolucję. Dowody paleontologiczne nie były dla niej kluczowe. Dane paleontologiczne zostały wykorzystane przez
G. Simpsona, który w książce Tempo and Mode in Evolution opublikowanej w roku 1944. Wśród paleontologów teoria Darwina zyskała nielicznych zwolenników. Dominujące były poglądy o charakterze neolamarkizmu i przyjmowanie, że duże grupy systematyczne powstały skokowo. Simpson, będąc paleontologiem, dokonał syntezy wiedzy z zakresu genetyki i paleontologii z teorią darwinowską w zakresie makroewolucji. Używając określania ewolucja kwantowa i wykorzystując model dziedziczenia wielogenowego, Simpson opisał przechodzenie dużych populacji od jednego szczytu przystosowania do kolejnego. Szybkie przejście pomiędzy kolejnymi stanami równowagi jest możliwe przy odpowiednio dużej zmienności populacji i może się dokonać zarówno w wyniku zmian środowiska, jak i zmian wewnątrz organizmu (np. mutacji). Przy zmienności fenotypowej wynoszącej kilka odchyleń standardowych przejście pomiędzy stanami równowagi dokona się przez czas istnienia kilkudziesięciu lub setek pokoleń. W ten sposób zostało wyjaśnione dlaczego formy przejściowe pomiędzy dużymi grupami gatunków zwykle nie zachowują się w postaci skamieniałości.
Obecnie teoria ewolucji pozwala na dość precyzyjne ustalenie czasu geologicznego i miejsca, gdzie formy przejściowe powinny się znajdować. Przewidywania te są stosowane na szeroką skalę w praktyce poszukiwawczej paleontologii. Jedną ze skamieniałości odkrytych w ten sposób jest Tiktaalik, forma przejściowa pomiędzy rybami trzonopłetwymi, a wczesnymi czworonogami. Idea istnienia zwierzęcia z płetwami, które wyczołgało się z wody pojawiła się na początku XX wieku. W latach 30. na Grenlandii znaleziono skamieniałości zwierzęcia nazwanego Ichthyostega, pochodzące z późnego dewonu. W literaturze rozpowszechniły się liczne hipotezy i spekulacje związane z przebiegiem ewolucji pomiędzy rybami a zwierzętami czworonożnymi. Dopiero odkrycia z początku XXI wieku pozwoliły przetestować te hipotezy, pokazując, że wiele z nich było fałszywych lub nawet śmiesznych.